# Komin Neumana

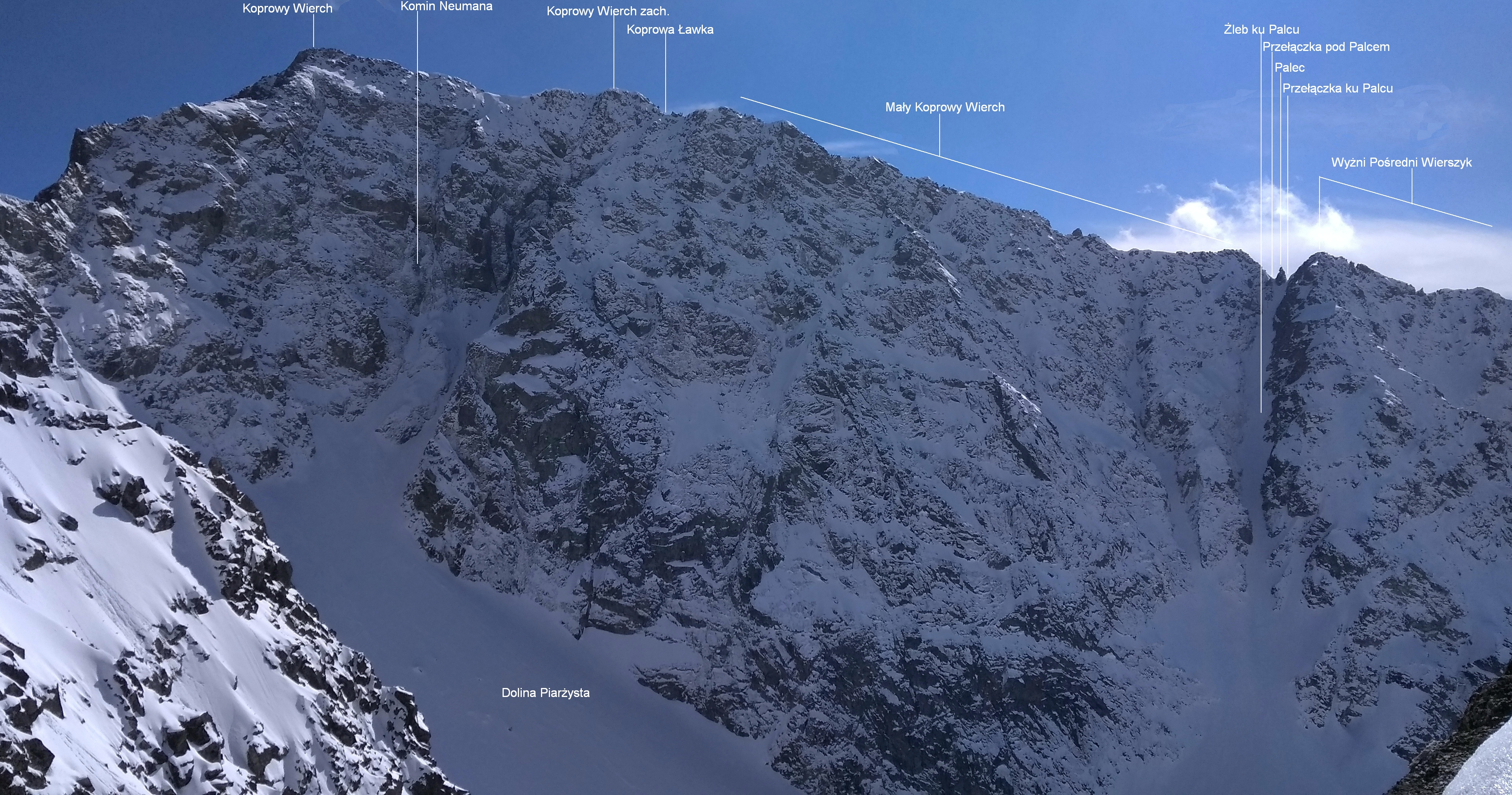

Komin Neumana – komin w ścianie opadającej z przełączki między dwoma wierzchołkami Koprowego Wierchu w słowackich Tatry Wysokie. Opada w kierunku północnym (po stronie Doliny Piarżystej). Dolnym jego przedłużeniem jest wielki żleb opadający w południowo-wschodnim rogu Doliny Piarżystej na największy i najwyższy stożek piargowy tej doliny. Jest to jeden z największych stożków piargowych w całych Tatrach.
Najbardziej stroma część Komina Neumana ma rudo-czerwoną barwę. Prowadzi nim droga wspinaczkowa (V w skali tatrzańskiej, czas przejścia 3 godz.). Pierwsze przejście: Milošlav Neuman i Miroslav Pelc 28 lutego 1975 r.